# ジェイソン・オレンジ
ジェイソン・トーマス・オレンジ（Jason Thomas Orange, 1970年7月10日 - ）はイギリス、マンチェスター出身の元歌手、ダンサー、俳優。イギリスの男性グループ、テイク・ザットの元メンバー。メンバーのハワード・ドナルドと共にダンスの中心的役割を果たす。楽曲によってはギターを演奏することもある。身長は181cm。

## 生い立ち
北マンチェスター生まれで、既に離婚した両親と5人の兄弟（双子の兄弟と異父もしくは異母姉妹が3人）いる。幼い頃家族はモルモン教徒だったが、オレンジが10代の頃に一家はモルモン教から別離した。
高校を中退後は家屋塗装業者の仕事をしていた。
ティーンエイジャーの頃にはマンチェスターのブレイクダンスグループに所属、1980年代にはテレビ番組『ヒットマン・アンド・ハー』への出演権を獲得。

## テイク・ザット解散後
メンバーの中で唯一音楽業界を離れ俳優としてロンドンの舞台に上がっていたが、次第にオーディションに参加することもなくなっていった。高等教育を受けていないが、2001年には大学で心理学、生物学、歴史学の講義を受講している。
解散から10年で生活は一般人同様のものになっていた。そのためテイク・ザットの再結成には一番否定的かつ恐怖心を抱いていたと『ライヴ・イン・マンチェスター』の中で明かしている。

## 再結成

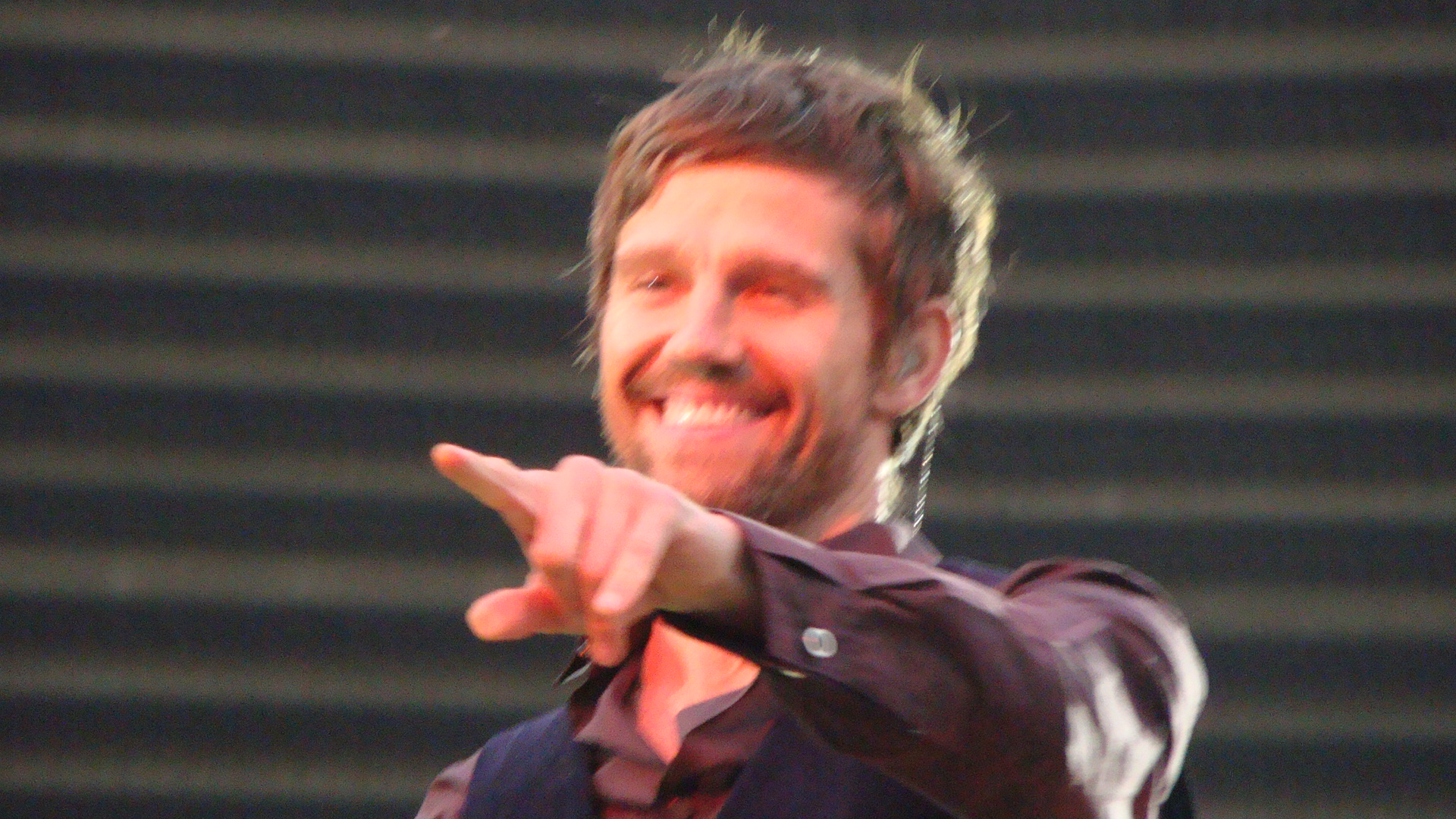
2011年

2005年に放送されたテイク・ザットのドキュメンタリーの放送後にテイク・ザットは再結成。2006年に再結成後の1stアルバム『ビューティフル・ワールド』が発売された。以前のテイク・ザットでは主にダンス中心、またはコーラスとして活動しており、リード・ボーカルを担当することは一度もなかった。だが『ビューティフル・ワールド』の中に初のリードボーカル曲となる「ウドゥン・ボート」が収められた。そして、2007年10月から12月まで行われた「ビューティフル・ワールド・ツアー」では、大観衆の中でこの「ウドゥン・ボート」を披露している。
その後『ザ・サーカス』、『プログレス』にもリード・ボーカル曲は収められた。
2014年9月にテイク・ザットからの脱退を発表、音楽業界ならびに芸能界からも引退した。
引退後はその動向が報道されることはなかったが、引退から10年経った2024年にはイギリスのタブロイド各紙が現在の彼の姿を掲載した。

## 私生活
テイク・ザットのメンバーの中で唯一子供がおらず、結婚歴もない。